# 聖何塞港

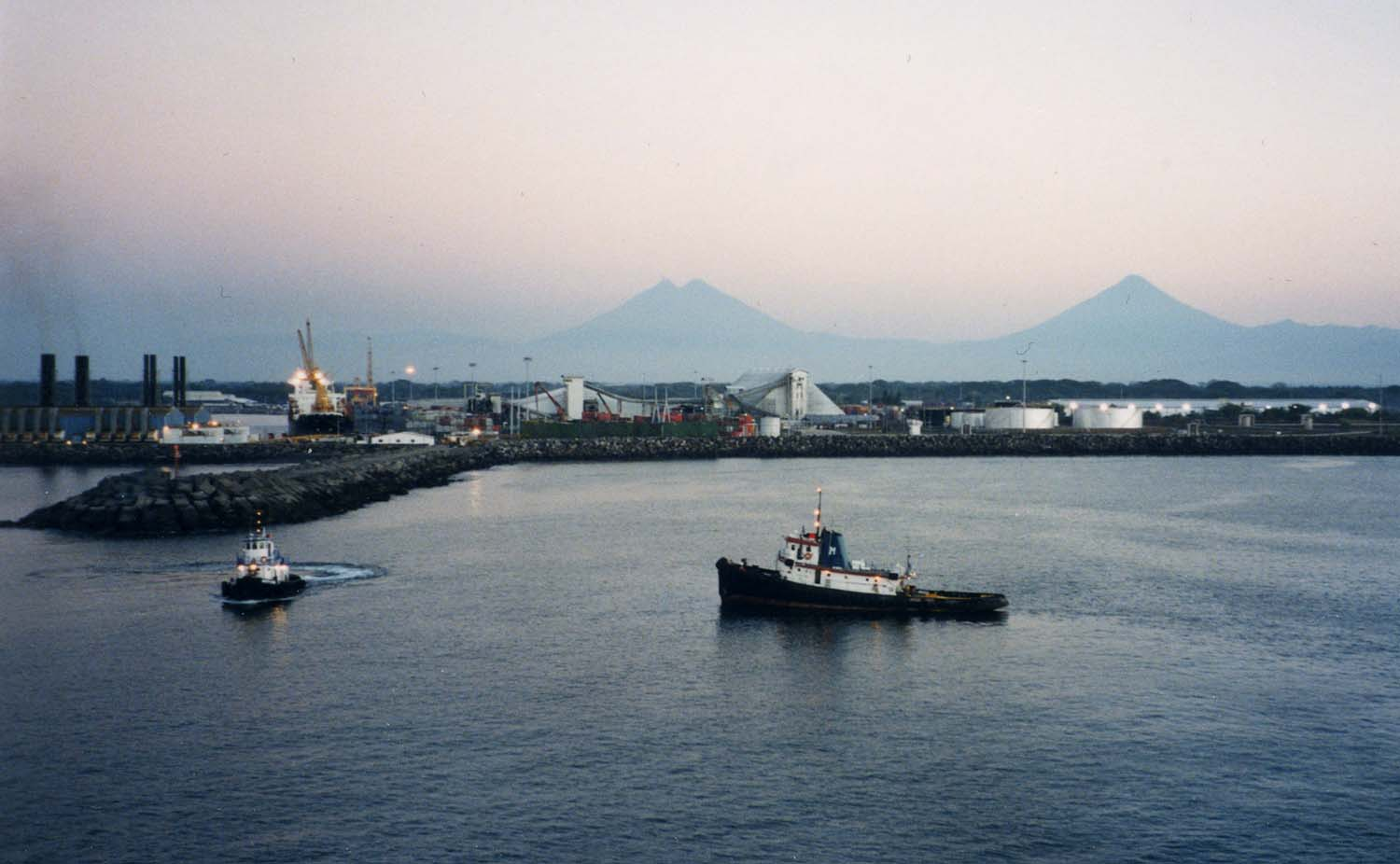

聖何塞港（西班牙语: San José)是危地馬拉的城鎮，由埃斯昆特拉省負責管轄，位於該國南部太平洋沿岸，是危地马拉主要的海港之一。距離首都危地馬拉市110公里，始建於1853年，海拔高度3米，2018年有人口約23,887。

## 外部連結
- Website （页面存档备份，存于）
- 维基共享资源上的相關多媒體資源：Puerto San José

13°56′N 90°49′W / 13.933°N 90.817°W